# カトリーヌ・タンヴィエ
カトリーヌ・"キャシー"・タンヴィエ（Catherine "Cathy" Tanvier、1965年5月28日 - ）は、フランス・オート＝ガロンヌ県トゥールーズ出身の元プロテニス選手。WTAランキング自己最高位はシングルス20位、ダブルス16位。WTAツアーにおいてキャリア通算でシングルス1勝、ダブルス9勝を挙げた。特にダブルスを得意とした選手で、1983年全仏オープン女子ダブルス部門と1985年全仏オープン混合ダブルス部門でそれぞれベスト4に進出した。現役引退後は小説家に転身して活動している。

## 来歴
1980年代中盤に、試合における才能を発揮した。1984年のロサンゼルスオリンピックのテニス競技に出場し、女子シングルスで銅メダルを獲得した。ローマ・マスターズでは1983年、東レ パン・パシフィック・オープン・テニストーナメントでは1984年、カタール・テレコム・ドイツ・オープンでは1985年、ファミリー・サークル・カップでは1986年に、いずれもダブルスで準優勝を勝ち取った。
現在は南フランスのニースに在住である。2007年6月18日、半生をつづった自伝を著し、刊行。2008年6月5日、初めての小説『わたしの人生のツアー』（Le tour de ma vie）を発表している。
その他の活動としては2010年公開のジャン＝リュック・ゴダールの映画『ゴダール・ソシアリスム』に出演している。

## ビブリオグラフィ
- Déclassée - De Roland-Garros au RMI, Editions du Panama, 18 juin 2007, ISBN 9782755702347.
- Le tour de ma vie, Editions du Panama, 5 juin 2008, ISBN 2755703369.

## 註
1. ↑  Internet Movie Databaseの「Catherine Tanvier」の項、およびワイルド・バンチによる公式サイト「Socialisme」の記述を参照。2009年7月29日閲覧。